# 心靈鑰匙
《心靈鑰匙》（英語：Extremely Loud and Incredibly Close）是一部2011年美国剧情片，改编自強納森·薩弗蘭·佛爾所写的同名小说。英国导演斯蒂芬·达尔德里执导，艾瑞克·羅斯编剧。托马斯·霍恩、汤姆·汉克斯与珊卓·布拉克主演。于2012年1月20日正式全面上映。尽管本片获得了兩極评价，不过却获得了第84届奥斯卡金像奖最佳影片提名。

## 剧情
《心靈鑰匙》改編自備受好評的同名小說，故事以9/11事件的悲劇為背景，描述一名少年的不凡旅程，從因痛失至親心碎到自我發現治癒力量。
11歲的奧斯卡·史埃爾是個絕頂聰明的小孩，喜歡發明、嚮往法國、愛好和平，然而他父親卻因9/11事件不幸死於紐約世界貿易中心。父親過世後，奧斯卡發現一支屬於父親的神秘鑰匙，這引領他開啟一場非凡的旅程，在紐約第五區展開熱切又神秘的追尋，而他在城市漫遊時邂逅了各式各樣的人們，他們都以各自的方式努力生存下去。最後，奧斯卡的旅程結束在起點，但他已尋獲最富人性經驗的慰藉，那就是：愛。

## 演员
- 托马斯·霍恩 飾 奧斯卡·雪爾（Oskar Schell）
- 汤姆·汉克斯 飾 湯瑪斯·雪爾（Thomas Schell）
- 珊卓·布拉克 飾 琳達·雪爾（Linda Schell）
- 麥士·馮·西度 飾 租客（The Renter in Charge）
- 维奥拉·戴维斯 飾 愛比·布萊克（Abby Black）
- 尊·古曼 飾 守門人史丹（Stan the Doorman）
- 傑佛瑞·萊特 飾 威廉·布萊克（William Black）
- 哈澤爾·古德曼（英语：Hazelle Goodman） 飾 哈澤爾·布萊克（Hazelle Black）
- 柔伊·寇德威爾（英语：Zoe Caldwell） 飾 奧斯卡的祖母—雪爾奶奶（Oskar's Grandmother (Grandma Schell)）

## 奖项
| 奖项                    | 类别                     | 提名者          | 结果 |
| ----------------------- | ------------------------ | --------------- | ---- |
| 第84届奥斯卡金像奖      | 最佳影片                 |                 | 提名 |
| 第84届奥斯卡金像奖      | 最佳男配角               | 麥士·馮·西度    | 提名 |
| 藝術指導工會            | 最佳艺术指导（现代影片） | K·K·布雷特（Keith "K.K." Barrett）  | 提名 |
| 波士頓影評人協會        | 最佳男配角               | 麥士·馮·西度    | 提名 |
| 广播影评人协会奖        | 最佳影片                 |                 | 提名 |
| 广播影评人协会奖        | 最佳导演                 | 史提芬·杜德利   | 提名 |
| 广播影评人协会奖        | 最佳年轻演员             | 托马斯·霍恩     | 獲獎 |
| 广播影评人协会奖        | 最佳改编剧本             | 艾瑞克·羅斯     | 提名 |
| 达拉斯—沃斯堡影评人协会 | 最佳影片                 |                 | 提名 |
| 达拉斯—沃斯堡影评人协会 | 最佳男配角               | 麥士·馮·西度    | 提名 |
| 乔治亚影评人协会        | 最佳男配角               | 麥士·馮·西度    | 提名 |
| 乔治亚影评人协会        | 最佳女配角               | 珊卓·布拉克     | 提名 |
|                         | 最佳影片                 |                 | 提名 |
| 凤凰城影评人协会        | 最佳原创配乐             | 亞歷山大·達士勒 | 提名 |
| 凤凰城影评人协会        | 最佳年轻男演员           | 托马斯·霍恩     | 獲獎 |
| 凤凰城影评人协会        | 突破演出                 | 托马斯·霍恩     | 獲獎 |
|                         | 最佳男配角               | 麥士·馮·西度    | 提名 |
| 最佳配乐                | 亞歷山大·達士勒          | 提名            |      |